# Éléonore Sioui
Pour les articles homonymes, voir Sioui.
Éléonore Sioui est née en 1920 et décédée le 5 mars 2006sur le territoire Wendat à Quarante-Arpents. Inspirée par la vente illégale de cette terre précieuse, Sioui a dédié son travail à la sensibilisation aux questions autochtones et à la promotion de celles-ci. Elle est la première Wendat à publier un recueil de poèmes au Québec.

## Biographie
Née en 1920 sur le territoire de Wendake, Sioui est la fille d’Emery Sioui, un trappeur wendat, et de Caroline Dumont, une artisane et guérisseuse. Emery Sioui était le dernier chef héréditaire de la réserve des Quarante-Arpents, dont les terres ont été vendues illégalement en 1904 par le gouvernement fédéral.
En 1946, Éléonore Sioui épouse Georges-Albert Sioui. Ils ont sept enfants. Ils habitent aux États-Unis avant de revenir s’installer sur le territoire wendant en 1948. Georges-Albert et Éléonore se séparent dans les années 1960.
Georges E. Sioui, l'un de ses fils, est un écrivain et chercheur reconnu. Un autre de ses fils, Régent, travaille aussi le domaine de l’activisme autochtone en partageant sa culture avec le monde. En 2020, Konrad est  le Grand Chef de Wendake. Hugues est décédé le 12 janvier 2013. Les fils Sioui, membres de la Nation huron-wendat, ont suivi l’exemple de leur mère en se battant contre le gouvernement dans L'affaire Sioui.
Elle est décédée le 5 mars 2006 à St-Augustin (Québec, Canada).

### Éducation
Après avoir élevé ses enfants, Sioui décide de se concentrer sur ses études. À l'Université Laval, elle étudie les langues et l'éducation et reçoit un diplôme en coopération internationale à l'Université d'Ottawa. Elle fait ses études de troisième cycle à l'Université de Miami en s’intéressant au développement des ressources humaines et à la communication internationale. Sioui croit que l'éducation fournit des leçons sur la contribution positive à la société. En raison de cette conviction, elle retourne à l'université pour obtenir son doctorat. En 1988, Sioui est la première autochtone canadienne à obtenir un doctorat en philosophie et spiritualité amérindienne. Elle reçoit son diplôme de l'Union Institute & University de Cincinnati,,.
Ses parents lui ont transmis un important savoir durant son enfance. Son père, un trappeur wendat, est la source d’inspiration de ses œuvres. Sa mère était guérisseuse. Avec l’aide de sa mère, Sioui a été initiée aux valeurs traditionnelles. Dans les remerciements de son livre, Les Wendats, une civilisation méconnue, son fils, Georges E. Sioui explique que sa mère lui a enseigné que le meilleur médicament était la parole. Dans Histoires de Kanatha, ce dernier écrit que sa mère défend la vérité dans l'histoire.

### Implications
Activiste autochtone, Éléonore Sioui fonde le Centre socio-culturel amérindien Kondiaronk en 1973, au Village-Huron.
Elle écrit dans plusieurs journaux (Le Soleil,,, Recherches amérindiennes du Québec) afin de dénoncer les politiques d’assimilation du gouvernement et s’implique auprès du Conseil de bande de sa communauté. Sioui « porte un regard critique sur l’impossibilité pour les femmes de parler pour elles-mêmes, en plus du silence entourant les voix des Premiers Peuples. »
Sa présence au Conseil de bande, ses questions insistantes et ses récriminations ont mené les membres du Conseil à mettre en doute la santé mentale de Sioui. Dans son livre Eatenonha, son fils Georges E. Sioui revient sur cet épisode, commentant que sa mère craignait qu’un rendez-vous en psychiatrie lui aurait fait perdre la garde de ses enfants et l’aurait empêché de poursuivre sa vie comme elle le désirait.

## Œuvres
- Andatha, Val-D'or, Hyperborée, 1985, 76 p. (ISBN 2920402064)
- Corps à cœur éperdu, Val-D'or, D'ici et d'ailleurs, 1992, 146 p. (ISBN 2921055244)

## Réception critique
Éléonore Sioui dédie son travail à l'avancement et au développement des peuples autochtones. Ses œuvres activistes souhaitent sensibiliser les lecteurs et lectrices aux conditions réelles et actuelles des personnes autochtones. Son inspiration vient de ses ancêtres et de son père. Dans ses poèmes, Sioui utilise un langage précis. Elle écrit parfois avec un ton ironique. Ses poèmes peuvent porter des images de souffrance et de violence, mais aussi des images tranquilles. En particulier, elles illustrent sa communion spirituelle avec la nature. La poétique du territoire et la spiritualité autochtone sont au cœur de son écriture. Son travail est publié entre autres en anglais, en français et en espagnol.
Son poème Autochtonicité dépeint son identité. Ce poème est publié en 1990 dans un numéro spécial de la revue Sur le dos de la tortue, « Femme de l'île. »Puis en 2008, ce poème est publié dans le livre de Maurizio Gatti intitulé Littérature amérindienne du Québec : Écrits de langue française. Utilisant un ton ironique, Sioui démontre un conflit entre l'identité des autochtones et l'identité des non-autochtones. Ce poème a une forme semblable à une recette et un choix de vocabulaire péjoratif. Sioui y utilise des images qui montrent ses blessures causées par la colonisation. Elle évoque une identité perdue contaminée par les récits des Européens. Sioui décrit que les autochtones viennent d'une classe moyenne, comparé aux non-autochtones qui viennent d'une classe supérieure.
En 2008, elle est ajoutée à l’anthologie La Poésie québécoise, de Pierre Nepveu et Laurent Maillot, avec Anthony Phelps et Louky Bersjanik. Elle a publié dans plusieurs revues, dont Liberté, Miami Quarterly, Sta, Éventail et Kanatha.